# Mahmudlu (Şəmkir)
Mahmudlu è un comune dell'Azerbaigian situato nel distretto di Şəmkir.